# سيدي عمر الحاضر (سيدي اعمر الحاضي)
سيدي عمر الحاضر هي إحدى مشيخات المملكة المغربية، تتبع جغرافيا لإقليم سيدي قاسم وإداريًا لسيدي اعمر الحاضي. يقدر عدد سكانها بـ 5546 نسمة حسب الإحصاء الرسمي للسكان والسكنى لسنة 2004.